# Mazzantia galii
Mazzantia galii är en svampart som först beskrevs av Elias Fries, och fick sitt nu gällande namn av Jean François Montagne 1856. Mazzantia galii ingår i släktet Mazzantia och familjen Diaporthaceae.  Arten är reproducerande i Sverige. Inga underarter finns listade i Catalogue of Life.